# Communauté de communes du Royans-Vercors
La communauté de communes du Royans-Vercors (CCRV) est une communauté de communes française, située dans le département de la Drôme en région Auvergne-Rhône-Alpes.
Elle a été créée le 1er janvier 2017 par la fusion de la communauté de communes Le Pays du Royans et de la communauté de communes du Vercors.

## Historique
Dans le cadre de la mise en œuvre de la loi de modernisation de l'action publique territoriale et d'affirmation des métropoles (loi MAPAM) du 27 janvier 2014, qui prévoit la généralisation de l'intercommunalité à l'ensemble des communes et la création d'intercommunalités de taille importante. Ce seuil de population est adapté, sans pouvoir être inférieur à 5 000 habitants, pour les EPCI à fiscalité propre ainsi que les projets d'EPCI à fiscalité propre :
- dont la densité démographique est inférieure à la moitié de la densité nationale au sein d'un département dont la densité démographique (75,2 hab./km2) est inférieure à la densité nationale (103,4 hab./km2) ;
- ou dont la densité démographique est inférieure à 30 % de la densité nationale (soit 31,02 hab./km2) ;
- où la moitié des communes sont en zone de montagne.

Le projet de schéma départemental de coopération intercommunale (SDCI) présenté par le préfet le 6 octobre 2015 préconisait de « fusionner les communautés de communes du Pays du Royans (CCPR, 7 577 h), du Vercors (CCV, 2 083 h) dans le département de la Drôme, et la communauté de communes du Massif du Vercors (CCMV, 11 570 h) dans le département de l'Isère », permettant la création d'une structure intercommunale de 25 communes regroupant 21 230 habitants, et constitué, dans la Drôme, de communes rurales du piémont (le Royans) et des hauts-plateaux de la partie occidentale du massif du Vercors ; dans l’Isère, du secteur des « quatre-Montagnes », soit un relief contrasté associant zones de montagne et piémont, et situé dans le périmètre du Parc naturel régional du Vercors créé en 1970. Cette intercommunalité aurait été structurée autour de plusieurs bassins de vie dont les deux principaux sont Saint-Jean-en-Royans, auquel est intégré la majorité des communes de l'actuelle communauté de communes du Vercors, et Villard-de-Lans qui regroupent 21 des communes concernées, quatre des communes en frange du territoire étant rattachées à d'autres bassins de vie (Grenoble, Die et Chabeuil).
Toutefois, les élus de la CCV et de la CCPR s'opposant à cette fusion, la commission départementale de coopération intercommunale (CDCI) a adopté le 22 mars 2016 un amendement proposant de ne fusionner que les CC Pays du Royans et la CC du Vercors (qui en avait l'obligation), ce qui est retenu par le schéma départemental de coopération intercommunale approuvé par le préfet de la Drôme le 25 mars 2016.
La communauté de communes Le Pays du Royans fusionne ainsi avec la communauté de communes du Vercors pour former la communauté de communes du Royans-Vercors (CCRV), par un arrêté préfectoral du 14 novembre 2016, qui a pris effet le 1er janvier 2017,.

## Territoire communautaire

### Géographie
Le territoire communautaire est situé au nord-est du département de la Drôme, en limite du département de l'Isère et est composé d'un ensemble de communes rurales du piémont et des hauts-plateaux de la partie occidentale du massif du Vercors.
Il est bordé à l'ouest par la plaine de Valence et au sud par la vallée de la Drôme, au nord par le Royans-Isère et la vallée de l'Isère, à l'Est par la partie orientale du massif du Vercors.
« Il constitue un grand écosystème montagnard baigné par les affluents de la Bourne. Le territoire est d'ailleurs considéré comme un vaste refuge écologique pour de nombreuses espèces tant animales que végétales. Ses paysages, préservés, à l'écart des grands axes et des grands centres urbains, sont constitués de vastes milieux naturels, de cultures traditionnelles (élevage) et d'ensemble bâtis typiques. Cette homogénéité et cetterichesse a conduit les communes du périmètre à intégrer le parc naturel régional du Vercors, depuis sa création en 1970 ».
« Bien que n'étant pas situé au cœur du territoire, Saint-Jean-en-Royans en assure l'animation, y compris sur unepartie du canton de La Chapelle-en-Vercors. En effet, Saint Jean en Royans constitue la seule petite unité urbaine du territoire ainsi que le bassin de vie de la plupart des communes de cet ensemble, excepté les 4 communes en frange du territoire qui sont rattachées à d'autres bassins de vie (Die, Chabeuil ou Villard-de-Lans). De plus, Saint-Jean-en-Royans constitue un des 4 pôles de proximité de ce territoire, avec Saint Laurent-en-Royans, Saint-Nazaire-en-Royans et La Chapelle-en-Vercors ».
Sauf deux communes, le territoire communautaire fait partie de la zone d'emploi de Grenoble.

### Composition
La communauté de communes est composée des 18 communes suivantes :

| Nom                          | Code Insee | Gentilé          | Superficie (km2) | Population (dernière pop. légale) | Densité (hab./km2) |
| ---------------------------- | ---------- | ---------------- | ---------------- | --------------------------------- | ------------------ |
| Saint-Jean-en-Royans (siège) | 26307      | Saint-Jeannais   | 27,86            | 2 827 (2022)                      | 101                |
| Bouvante                     | 26059      | Bouvantiens      | 83,88            | 211 (2022)                        | 2,5                |
| Le Chaffal                   | 26066      | Chaffalois       | 11,58            | 37 (2022)                         | 3,2                |
| La Chapelle-en-Vercors       | 26074      | Chapelains       | 45,27            | 772 (2022)                        | 17                 |
| Échevis                      | 26117      | Cavisiens        | 11,11            | 56 (2022)                         | 5                  |
| Léoncel                      | 26163      | Cellynois        | 43,01            | 46 (2022)                         | 1,1                |
| La Motte-Fanjas              | 26217      | Fanjamotteux     | 4,78             | 197 (2022)                        | 41                 |
| Oriol-en-Royans              | 26223      | Oroyens          | 16,01            | 513 (2022)                        | 32                 |
| Rochechinard                 | 26270      | Sinarupiens      | 9,78             | 130 (2022)                        | 13                 |
| Saint-Agnan-en-Vercors       | 26290      | Saint-Agnanais   | 84,21            | 365 (2022)                        | 4,3                |
| Saint-Julien-en-Vercors      | 26309      | Saint-Julienois  | 18,47            | 252 (2022)                        | 14                 |
| Saint-Laurent-en-Royans      | 26311      | Lauroyens        | 27,39            | 1 383 (2022)                      | 50                 |
| Saint-Martin-en-Vercors      | 26315      | Saint-Martinois  | 27,13            | 436 (2022)                        | 16                 |
| Saint-Martin-le-Colonel      | 26316      | Columartins      | 3,18             | 225 (2022)                        | 71                 |
| Saint-Nazaire-en-Royans      | 26320      | Saint-Nazairiens | 3,54             | 821 (2022)                        | 232                |
| Saint-Thomas-en-Royans       | 26331      | Saint-Thomassois | 5,15             | 582 (2022)                        | 113                |
| Sainte-Eulalie-en-Royans     | 26302      | Aulayens         | 6,14             | 542 (2022)                        | 88                 |
| Vassieux-en-Vercors          | 26364      | Vassivains       | 48,25            | 338 (2022)                        | 7                  |

### Démographie
| 1968  | 1975  | 1982  | 1990  | 1999  | 2010  | 2015  | 2021  |
| ----- | ----- | ----- | ----- | ----- | ----- | ----- | ----- |
| 8 062 | 7 654 | 8 186 | 8 422 | 8 596 | 9 502 | 9 731 | 9 616 |

## Administration

### Siège
Le siège de la communauté de communes est à Saint-Jean-en-Royans, 28 rue Hector Alleobert.

### Élus
La communauté de communes est administrée par son conseil communautaire, composé de 33 conseillers municipaux représentant chacune des communes membres.
Le conseil communautaire du 7 janvier 2017 a élu son premier président, Pierre-Louis Fillet, maire de Saint-Julien-en-Vercors et ancien président de l'ex-communauté de communes du Vercors, ainsi que de son premier vice-président, Alain Revol, ancien président de l'ex-communauté de communes Le Pays du Royans.
Les autres vice-présidents ont été élus le 12 janvier 2017. À la date du 25 février 2020, voici la liste de ceux-ci :
1. Nancy Filet-Coche, conseillère municipale de Saint-Laurent-en-Royans, chargée de l’économie, de l’emploi, de l’agriculture, de la forêt et du marketing territorial ;
2. Hervé Gontier, conseiller municipal de Saint-Jean-en-Royans, chargé des ordures ménagères, de la déchetterie et de la piscine ;
3. Evelyne Tézier, conseillère municipale de Saint-Jean-en-Royans, chargée de la culture, de l'école de musique, de la médiathèque et du patrimoine ;
4. Pascal Milesi, maire-adjoint de Saint-Jean-en-Royans, chargé de la voirie et de réseaux, des services techniques, des bâtiments et des équipements sportifs ;
5. Henri Bouchet, maire de Saint-Martin-le-Colonel, chargé de l'aménagement du territoire, du SCOT, de l'urbanisme, de l'habitat et des transports ;
6. Jean-Luc Faure, maire de Bouvante, chargé du tourisme, de l'EPIC et de la politique touristique ;
7. Christophe Morini, maire de Saint-Agnan-en-Vercors, chargé de l'environnement, de l'énergie et des stations départementales ;
8. Bertrand Vaussenat, maire-adjoint de La Chapelle-en-Vercors, chargé des affaires sociales, de la vie associative et de la politique sportive.

Ensemble, ils constituent le comité directeur de la CCRV pour la mandature 2017-2020.
À compter des élections municipales de mars 2020, le conseil communautaire sera composé de 34 membres, dont la répartition est la suivante :
| Nombre de délégués | Communes                                                                |
| ------------------ | ----------------------------------------------------------------------- |
| 10                 | Saint-Jean-en-Royans                                                    |
| 5                  | Saint-Laurent-en-Royans                                                 |
| 2                  | La Chapelle-en-Vercors, Saint-Nazaire-en-Royans, Saint-Thomas-en-Royans |
| 1 (+ 1 suppléant)  | Autres communes                                                         |

### Liste des présidents
| Période      | Période                       | Identité            | Étiquette | Qualité |
| ------------ | ----------------------------- | ------------------- | --------- | --- |
| janvier 2017 | En cours (au 18 juillet 2024) | Pierre-Louis Fillet | SE        | Directeur du Musée de la résistance de Vassieux Maire de Saint-Julien-en-Vercors (depuis 2008) Président de l'ex-communauté de communes du Vercors (2010-2016) |

### Compétences
L'intercommunalité exerce des compétences obligatoires et des compétences facultatives.
Compétences obligatoires
Ses compétences obligatoires, exercées de plein droit au lieu et place des communes sont :
-L'aménagement de l’espace.
-Le développement économique intéressant l'ensemble de la communauté.
-La création, l'aménagement, l'entretien et gestion des aires d'accueil des gens du voyage et des terrains familiaux locatifs (définis aux 1° à 3° du II de l'article 1er de la loi no 2000-614 du 5 juillet 2000 relative à l'accueil et à l'habitat des gens du voyage).
-La collecte et traitement des déchets des ménages et déchets assimilés.
-La gestion des milieux aquatiques et prévention des inondations (dans les conditions prévues à l'article L. 211-7 du code de l'environnement).
Compétences facultatives
Les compétences facultatives qu'elle exerce en lieu et place des communes, pour la conduite d'actions d'intérêt communautaire :
-La protection et la mise en valeur de l'environnement, le cas échéant dans le cadre de schémas départementaux et soutien aux actions de maîtrise de la demande d'énergie.
-La politique du logement et du cadre de vie.
-La création ou aménagement et entretien de la voirie
-La construction, entretien et fonctionnement d'équipements culturels et sportifs et d'équipements de l'enseignement pré-élémentaire et élémentaire d’intérêt communautaire.
-L'action sociale d'intérêt communautaire.
-La création et gestion de maisons de services au public d’intérêt communautaire et définition des obligations de service public afférentes (en application de l’article 27-2 de la loi 2000-321 du 12 avril 2000 relative aux droits des citoyens dans leurs relations avec les administrations).

### Régime fiscal et budget
La communauté de communes est un établissement public de coopération intercommunale à fiscalité propre.
Afin de financer l'exercice de ses compétences, l'intercommunalité perçoit la fiscalité professionnelle unique (FPU) — qui a succédé à la taxe professionnelle unique (TPU) — et assure une péréquation de ressources entre les communes résidentielles et celles dotées de zones d'activité.
Elle bénéficie également d'une bonification de sa dotation globale de fonctionnement (DGF).